# Canio di Atella
Canio di Atella, o Canione (Cartagine, III secolo – III secolo), fu un vescovo e martire della Chiesa cattolica ed è santo patrono delle città di Calitri, Acerenza e della sua arcidiocesi.

## Agiografia
Nacque a Iulia (Cartagine) nella prima metà del III secolo. La sua biografia ci è stata tramandata nella Passio Sancti Canionis, documento conservato nella cattedrale di Acerenza, e da altri documenti agiografici.
Durante la persecuzione dell'imperatore Diocleziano il vescovo Canio, avendo rifiutato di fronte al Prefetto Pigrasio di venerare gli idoli e di riconoscere la divinità dell'imperatore, fu sottoposto a torture di ogni tipo e imprigionato nella speranza che la fame, gli stenti e le torture piegassero la sua resistenza. Si narra che il futuro santo tra gli stenti continuava nel carcere ad annunciare il Vangelo e a convertire con la parola e la sofferenza quanti lo avvicinavano.
Informato dell'ostinata resistenza del prigioniero il Prefetto lo condannò alla decapitazione. Un violento nubifragio accompagnato da terremoti spaventò i soldati ed il boia i quali si dettero alla fuga. Il vescovo Canio con alcuni fedeli poté così imbarcarsi su un vecchio natante e con quello fortunosamente approdò nei pressi del Volturno.
Ad Atella (l'attuale Sant'Arpino), dove predicò il Vangelo, gli sono attribuiti molti miracoli. Nell'anfiteatro di Atella un uomo in fin di vita per una angina pectoris si disse guarito al tocco delle mani del santo. Una donna cieca di nome Eunemia ottenne la vista, un ragazzo posseduto dai demoni ne fu liberato.
Ormai vecchio e malato il vescovo Canio si ritirò in un eremo, dormendo in un folto roveto dove lo colse la morte. Il vescovo Elpidio, informato prodigiosamente della morte del santo, eresse sul luogo un piccolo tempio per custodirne le venerate spoglie, e in fronte alla basilica pose questo distico: Elpidius praesul hoc templum condidit almum, o Canio martyr, ductus amore tuo.

## Culto
Intorno all'800 il vescovo di Acerenza Leone costruì la cattedrale sui resti di un antico ciborio e traslò da Atella il corpo di san Canio. Nel 1080 secondo il cronista Lupo Protospata, inventum est corpus Canionis, fu ritrovato il corpo di san Canio e sotto la protezione del santo pose la nuova cattedrale e la diocesi. Nel 1543 in occasione della visita pastorale del cardinale Saraceno risulta a verbale che il prelato con altri notabili ecclesiastici e laici 
Nel deambulatorio della Cattedrale attualmente sotto l'altare di san Canio si conserva il pastorale del santo vescovo, ritenuto miracoloso. L'esposizione e la venerazione di questa reliquia testimonia la consapevole vocazione all'evangelizzazione della diocesi di Acerenza: infatti diventerà punto di riferimento importante per la storia civile e religiosa del mezzogiorno d'Italia.
Altri luoghi dove si venera San Canio sono Calitri, in provincia di Avellino, all'interno della cui chiesa parrocchiale è custodita la reliquia di un dito; oltre alla venerazione di San Canione, la cui parrocchia si trova a Sant'Arpino, nella provincia di Caserta, ove si svolge, il martedì in Albis, una festa religiosa di origini pagane alla quale intervengono gli abitanti dei paesi vicini.

### Romitorio di San Canione
Oltre alla parrocchia nuova dedicata al santo, a Sant'Arpino, si trova anche il Romitorio di San Canione considerato un oratorio paleocristiano di epoca atellana. Dedicato al Santo sembra essere stato anche la sua tomba fino alla traslazione del corpo ad Acerenza. Probabilmente all'inizio era una semplice edicola con affreschi ed alcune statue in seguito venne costruito il romitorio. dalle testimonianze locali è stato abitato da un monaco eremita che viveva solo con alcuni animali. Oggi internamente è stato quasi completamente ristrutturato mancano però la ristrutturazione esterna e la ristrutturazione di alcuni affreschi. Sulla facciata centrale c'è un affresco della Madonna delle Grazie affiancata da due santi (sant'Elpidio e san Nicola).